# Воздействие солнечного света на здоровье

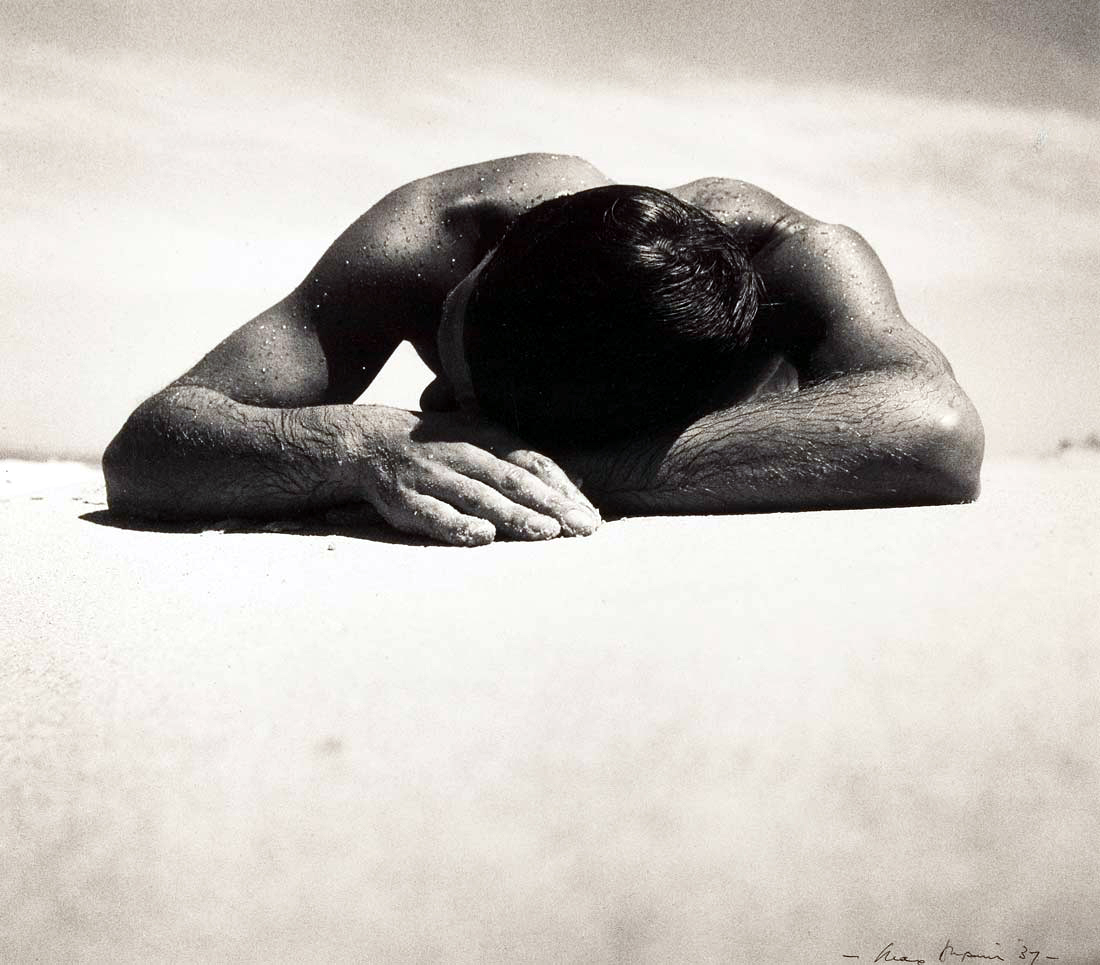
Sunbaker, Макс Дюпен

Ультрафиолетовое излучение солнечного света оказывает как положительное, так и отрицательное воздействие на здоровье, поскольку оно необходимо для синтеза витамина D3 и является мутагеном. Пищевые добавки могут снабжать витамином D без мутагенного эффекта, но добавки обеспечивают ограниченную биодоступность и отсутствие синтеза подкожного оксида азота. Было высказано предположение, что витамин D обладает широким спектром положительных эффектов для здоровья, включая укрепление костей и, возможно, ингибирование роста некоторых видов рака. Воздействие ультрафиолета также положительно влияет на уровень эндорфинов и, возможно, на защиту от рассеянного склероза . Обильный видимый свет для глаз полезен для здоровья благодаря связи со временем синтеза мелатонина, поддержанию нормальных и устойчивых циркадных ритмов и снижению риска сезонных аффективных расстройств.
Известно, что длительное ( более 3х месяцев ежедневного нахождения 24/7) воздействие солнечного света связано с развитием некоторых видов рака кожи, старением кожи, подавлением иммунитета, заболеваниями глаз, такими как катаракта, и, возможно, дегенерацией желтого пятна. И наоборот, длительное избегание солнца связано с повышенной смертностью от всех причин и повышенным риском смертности от сердечно-сосудистых заболеваний (ССЗ) и заболеваний, не связанных с сердечно-сосудистыми заболеваниями или раком.
Поскольку ультрафиолетовые лучи и, следовательно, солнечный свет и солнечные лампы являются канцерогенами, которые также полезны для здоровья, ряд организаций общественного здравоохранения заявляют, что необходимо соблюдать баланс между рисками слишком большого или слишком малого количества солнечного света. Существует общее мнение, что солнечных ожогов следует избегать всегда.